# Хочкисс-Уайтмен, Хейзел
Хейзел Вирджиния Хочкисс (в замужестве Уайтмен, англ. Hazel Virginia Hotchkiss Wightman; 20 декабря 1886, Хилдсберг, Калифорния — 5 декабря 1974, Честнат-Хилл, Массачусетс) — американская теннисистка и популяризатор тенниса. 16-кратная чемпионка США во всех разрядах, победительница Уимблдонского турнира (1924) в женском парном разряде, олимпийская чемпионка 1924 года в женском и смешанном парном разряде. Хейзел Хочкисс-Уайтмен была основательницей ежегодного Кубка Уайтмен — матча женских сборных США и Великобритании — и первым капитаном американской сборной в этом соревновании. Член Международного зала теннисной славы с 1957 года.

## Биография
Хейзел Хочкисс, уроженка Калифорнии, начала играть в лаун-теннис на кортах Калифорнийского университета в Беркли, который окончила в 1911 году. Вначале соперниками девушки были её братья, а затем она играла с сёстрами Саттон (Мэй, Флоренс, Вайолет и Этель). Там, на калифорнийских быстрых бетонных кортах, выработался её стиль игры, построенный на рискованных атаках и регулярных выходах к сетке — она была первой из женщин, для которых игра у сетки стала основным оружием. Поскольку отскок на кортах того времени отличался непредсказуемостью, Хейзел старалась играть с лёта как можно чаще, не давая мячу касаться корта.
В 1909 году, будучи студенткой, Хейзел впервые выступила на чемпионате США в Филадельфии. Несмотря на то, что травяные газоны Восточного побережья были для неё непривычны, Хочкисс легко обыграла всех соперниц, в том числе и защищавшуюся чемпионку, 39-летнюю Мод Баргер-Уоллах, отдав той в раунде вызова только один гейм. Единственный сет за весь чемпионат она проиграла Луизе Хэммонд в финале турнира претенденток (окончательный счёт 6-8, 6-1, 6-4). Кроме того, Хочкисс стала чемпионкой США в женском и смешанном парном разряде, повторив этот тройной успех также в 1910 и 1911 годах. На протяжении всей дальнейшей истории только две женщины сумели выиграть чемпионат США во всех трёх разрядах три года подряд — Мэри Браун в 1912—1914 годах и Элис Марбл в 1938—1940 годах.
В 1912 году Хейзел вышла замуж за бостонца Джорджа Уайтмена, после чего, став матерью, несколько лет не участвовала в соревнованиях. Она вернулась на корты чемпионата США только в 1915 году, по настоянию отца, и дошла до финала в одиночном разряде, где уступила Молле Бьюрштедт, завоевав, однако, очередные титулы в женских и смешанных парах. В 1919 году она в четвёртый раз стала чемпионкой США в одиночном разряде, как и за десять лет до этого, отдав соперницам всего один сет. В 1915, 1918 и 1919 годах она входила в десятку сильнейших теннисисток США, в 1919 году заняв в этом рейтинге первое место.
Хочкисс-Уайтмен продолжала оставаться одной из сильнейших теннисисток США и в дальнейшем, но сосредоточилась на игре в парах. В 1923 году ей удалось реализовать свою мечту, организовав соревнование женских сборных, которое должно было стать женской версией Кубка Дэвиса. В первом розыгрыше нового трофея, пожертвованного самой Уайтмен и получившего её имя, встретились сборные США и Великобритании, причём Хейзел была играющим капитаном американской команды. Матч прошёл на только что построенном теннисном стадионе в нью-йоркском районе Форест-Хилс и окончился победой хозяек. Хотя Кубок Уайтмен так и не стал аналогом Кубка Дэвиса и остался внутренним делом команд США и Великобритании, его розыгрыш продолжался до 1989 года, когда британская команда уже не могла оказать американкам достойного сопротивления. Уайтмен возглавляла сборную США в этом соревновании 13 раз — в последний раз в 1948 году.
Параллельно с продолжением выступлений Хочкисс-Уайтмен давала бесплатные уроки игры начинающим теннисисткам. С одной из своих учениц, Хелен Уиллз, она выиграла в 1924 году турниры женских пар на чемпионате США, Уимблдонском турнире и Олимпийских играх в Париже (там же Уайтмен и Ричард Норрис Уильямс завоевали чемпионское звание и в миксте). С другой ученицей, Сарой Палфри, Уайтмен четыре раза подряд, с 1928 по 1931 год, выигрывала парный турнир чемпионата США в помещениях.
В общей сложности Хейзел Хочкисс-Уайтмен выигрывала чемпионат США 16 раз — четыре в одиночном и по шесть в женском и смешанном парном разряде. Между её первой победой в национальном первенстве и последней, одержанной в паре с Уиллз в 1928 году, прошло 19 лет. Уайтмен также была 17-кратной чемпионкой США в помещениях (дважды в одиночном, десять раз в женском и пять раз в смешанном парном разряде) и чемпионкой США на грунтовых кортах в миксте в 1915 году. Свой последний титул на национальных соревнованиях она завоевала в возрасте 56 лет в 1943 году, выиграв чемпионат США в помещениях в паре с Полин Бетц — ещё одной своей ученицей. В соревнованиях ветеранов она выступала и после 60 лет, в общей сложности завоевав в них 11 титулов чемпионки США.
В 1940 году Хелен развелась с Джорджем Уайтменом, которому успела к тому времени родить пятерых детей. В 1957 году имя Хейзел Хочкисс-Уайтмен, которую историк тенниса Бад Коллинз называет «леди Теннис», было включено в списки Национального (позже Международного) зала теннисной славы. Она умерла в начале декабря 1974 года в Массачусетсе, немного не дожив до 88 лет.

## Финалы чемпионатов стран «Большой четвёрки» за карьеру

### Одиночный разряд (4-1)
| Результат | Год  | Турнир            | Соперница в финале | Счёт в финале  |
| --------- | ---- | ----------------- | ------------------ | -------------- |
| Победа    | 1909 | Чемпионат США     | Мод Баргер-Уоллах  | 6-0, 6-1       |
| Победа    | 1910 | Чемпионат США (2) | Луиза Хэммонд      | 6-4, 6-2       |
| Победа    | 1911 | Чемпионат США (3) | Флоренс Саттон     | 8-10, 6-1, 9-7 |
| Поражение | 1915 | Чемпионат США     | Молла Бьюрштедт    | 6-4, 2-6, 0-6  |
| Победа    | 1919 | Чемпионат США (4) | Марион Зиндерстайн | 6-1, 6-2       |

### Женский парный разряд (7-2)
| Результат | Год  | Турнир              | Партнёрша     | Соперницы в финале                     | Счёт в финале |
| --------- | ---- | ------------------- | ------------- | -------------------------------------- | ------------- |
| Победа    | 1909 | Чемпионат США       | Эдит Ротч     | Дороти Грин Лоиз Мойз                  | 6-1, 6-1      |
| Победа    | 1910 | Чемпионат США (2)   | Эдит Ротч     | Аделаида Браунинг Эдна Уайлди          | 6-4, 6-4      |
| Победа    | 1911 | Чемпионат США (3)   | Элеонора Сирс | Дороти Грин Флоренс Саттон             | 6-4, 4-6, 6-2 |
| Победа    | 1915 | Чемпионат США (4)   | Элеонора Сирс | Дж. Л. Чапман Хелен Хоманс-Маклин      | 10-8, 6-2     |
| Поражение | 1919 | Чемпионат США       | Элеонора Сирс | Элинор Госс Марион Зиндерстайн         | 8-10, 7-9     |
| Поражение | 1923 | Чемпионат США (2)   | Элинор Госс   | Филлис Ковелл Кэтлин Маккейн           | 6-2, 2-6, 1-6 |
| Победа    | 1924 | Уимблдонский турнир | Хелен Уиллз   | Филлис Ковелл Кэтлин Маккейн           | 6-4, 6-4      |
| Победа    | 1924 | Чемпионат США (5)   | Хелен Уиллз   | Элинор Госс Марион Зиндерстайн-Джессап | 6-4, 6-3      |
| Победа    | 1928 | Чемпионат США (6)   | Хелен Уиллз   | Эдит Кросс Анна Маккьюн                | 6-2, 6-2      |

### Смешанный парный разряд (6-2)
| Результат | Год  | Турнир            | Партнёр          | Соперники в финале              | Счёт в финале |
| --------- | ---- | ----------------- | ---------------- | ------------------------------- | ------------- |
| Победа    | 1909 | Чемпионат США     | Уоллас Джонсон   | Луиза Хэммонд Реймонд Литтл     | 6-2, 6-0      |
| Победа    | 1910 | Чемпионат США (2) | Джозеф Карпентер | Эдна Уайлди Герберт Тилден      | 6-2, 6-2      |
| Победа    | 1911 | Чемпионат США (3) | Уоллас Джонсон   | Эдна Уайлди Герберт Тилден      | 6-4, 6-4      |
| Победа    | 1915 | Чемпионат США (4) | Гарри Джонсон    | Молла Бьюрштедт Ирвинг Райт     | 6-0, 6-1      |
| Победа    | 1918 | Чемпионат США (5) | Ирвинг Райт      | Молла Бьюрштедт Фред Александер | 6-2, 6-3      |
| Победа    | 1920 | Чемпионат США (6) | Уоллас Джонсон   | Молла Бьюрштедт Крейг Биддл     | 6-4, 6-3      |
| Поражение | 1926 | Чемпионат США     | Рене Лакост      | Элизабет Райан Жан Боротра      | 4-6, 5-7      |
| Поражение | 1927 | Чемпионат США (2) | Рене Лакост      | Эйлин Беннетт Анри Коше         | 2-6, 6-0, 3-6 |